# Негода Микола Феодосійович
Микола Тодосійович Него́да (нар.9 січня 1928 року, село Бузуків — пом.11 вересня 2008, Черкаси) — український поет і письменник.

## Твори
- автор багатьох віршів, пісень, нарисів, повістей.
- Автор пісні-реквієму «Степом, степом…»[1], музику до якої написав Анатолій Пашкевич.
- роман «Холодний яр» (за лібрето була створена однойменна опера Олександра Винокура)
- роман «Божа кара».
- роман «Отаман Мамай».
- Автобіографічна повість «Сповідь перед собою».
- Документальна повість «Говоритиму з віками».
- Іронічно-трагічна повість «Лукава слава».
- Драматична поема «Дума про Кобзаря»

## Нагороди
- Орден За заслуги III ступеня[2].
- Заслужений діяч мистецтв України.
- Лауреат літературно-публіцистичної премії «Берег Надії» імені В. Симоненка.
- Почесний громадянин м. Черкаси[3].
- Почесний громадянин Черкаської області[4].

## Вшанування пам'яті

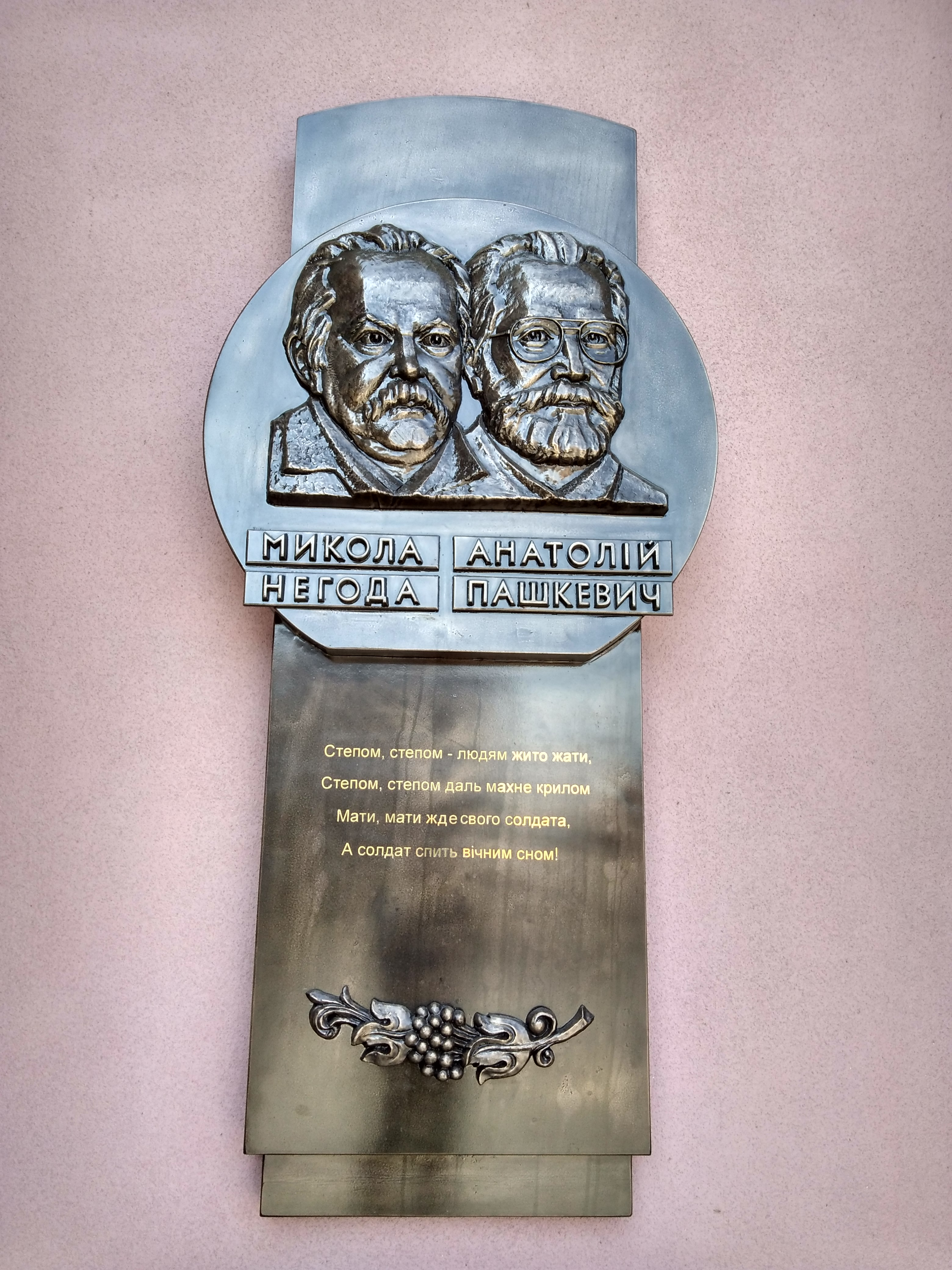
Меморіальна дошка в Черкасах

Одна з вулиць Черкас названа на честь Миколи Негоди.
У Черкасах у 2018 році на будівлі обласної філармонії встановлено меморіальну дошку.

## Література

Автограф Негоди Миколи Феодосійовича Дробному Івану Семеновичу (28 березня 2006 року)